# 1971 (2014년 영화)
《1971》는 미국에서 제작된 조아나 해밀튼 감독의 2014년 다큐멘터리 영화이다. 리치 그라프 등이 주연으로 출연하였다.

## 출연

### 주연
- 리치 그라프
- 로렌 A. 케네디